# 手塚昌明
手塚 昌明（、1955年〈昭和30年〉1月24日 - ）は、日本の映画監督。

## 来歴
栃木県出身。日本大学藝術学部映画学科監督コース卒業後、1980年公開の映画『古都』以降、フリーとして西河克己や市川崑の助監督を経て、1994年に東宝映画入社。『モスラ2 海底の大決戦』『モスラ3 キングギドラ来襲』にて、チーフ助監督を務める。
2000年、『ゴジラ×メガギラス G消滅作戦』にて監督デビュー。2002年、東宝映画を退任。その後は『ゴジラ×メカゴジラ』『ゴジラ×モスラ×メカゴジラ 東京SOS』で監督を務めた。
2005年、『戦国自衛隊1549』を監督。
2006年には、『犬神家の一族』にて、かつて師事した市川崑の監督補佐を務めている。

## 作風
熱心なゴジラファンであり、幼少期に観た『キングコング対ゴジラ』（1962年）に影響を受けている。また、『モスラ対ゴジラ』にも思い入れがあり、『ゴジラ×モスラ×メカゴジラ 東京SOS』では同作品を意識したほか、同作品に出演した星由里子や小泉博を自作品で起用するなどしている。東宝へ入社した理由も、ゴジラの監督になるためであった。東宝プロデューサーの富山省吾は、手塚を採用した理由について市川崑から信頼される優秀な人物であったからとしており、当時は市川組の手塚がゴジラファンであったとは知らなかったと述べている。『東京SOS』で特殊技術を務めた浅田英一も、『竹取物語』（1987年）のころは特撮好きという気配は微塵も見せていなかったといい、『ゴジラ×メガギラス G消滅作戦』の監督になった時も東宝の社員監督の中から持ち上がりで担当しただけだろうと思っていたと述懐している。『ゴジラ×メカゴジラ』に出演した水野久美は、手塚についてゴジラや東宝特撮への愛情を持っている監督であったと評している。『東京SOS』で主演を務めた金子昇は、自身が出会った中で手塚が一番もゴジラオタクであったと述べている。
『さよならジュピター』（1984年）で助監督を務めたことから監督の橋本幸治に『ゴジラ』（1984年）にも誘われ、手塚は念願のゴジラシリーズへ参加できることに喜んでいたが、『ビルマの竪琴』（1985年）と重なったため実現には至らなかった。
自身が監督したゴジラシリーズでは、人間の生命をテーマとしている。
ミリタリーへの造詣も深く、ミリタリー描写も得意とするほか、映画『空へ―救いの翼―』や『絆―再びの空へ―』なども担当した。自作では、前向きな自衛隊員を描いており、「自衛隊かくあるべし」と述べている。
浅田によれば、手塚は自らこうしたいという考えの核の部分を最初からは言わず、脚本や絵コンテなどスタッフとアイデアを練る中で見せていったという。
自身の監督作品にはワンカット出演するのが恒例となっている。監督作品ではないが、『ゴジラ・モスラ・キングギドラ 大怪獣総攻撃』（2001年）にも防衛軍将校として出演している。
映画の尺は短い方が良いと考えており、90分以上では観客に飽きられると語っている。『ゴジラ×メカゴジラ』では従来の作品より上映時間が短くなったが、それが制約になったとは思わなかったといい、むしろ製作の富山省吾から「90分ちょうどでいい」と言われたことに闘志を燃やし、1時間28分ぐらいに収めようと決意したことを語っている。
『ゴジラ×メカゴジラ』で脚本を担当した三村渉は、手塚によるシナリオの訂正は原稿用紙にきれいな字で書かれ、誤字を消した跡もないなど丁寧なものであったといい、三村はこれに感銘を受け、手塚のゴジラに対する愛情を感じたと述べている。『東京SOS』で共同で脚本を担当した横谷昌宏は、手塚がシーンごとに用意した手書きの文章を元にディスカッションするという形式で進め、とてもやりやすかったと語っている。
横谷によれば、手塚は貰えるにもかかわらずメカゴジラの超合金を自分でも買っていたといい、貰った方を保存用、買った方を遊び用にしていると語っていたことを証言している。

## 担当作品

### 映画
| 公開年 | 公開年   | 作品名                                    | 製作（配給）                                             | 役職                                 |
| ------ | -------- | ----------------------------------------- | -------------------------------------------------------- | ------------------------------------ |
| 1977年 | 12月17日 | 霧の旗                                    | 東宝 ホリ・プロダクション （東宝）                       | 監督助手                             |
| 1978年 | 7月22日  | お嫁にゆきます                            | 東宝 ホリ・プロダクション （東宝）                       | 監督助手                             |
| 1978年 | 12月16日 | 炎の舞                                    | 東宝 ホリ・プロダクション （東宝）                       | 監督助手                             |
| 1979年 | 8月4日   | ホワイト・ラブ -White Love-               | 東宝 ホリ・プロダクション （東宝）                       | 監督助手                             |
| 1979年 | 12月1日  | 花街の母                                  | テアトル・プロダクション 松崎プロダクション （東宝）     | 監督助手                             |
| 1980年 | 6月28日  | 復活の日                                  | 角川春樹事務所 東京放送 （東宝）                         | 監督助手                             |
| 1980年 | 12月20日 | 古都                                      | ホリ企画制作 （東宝）                                    | 監督助手                             |
| 1981年 | 10月10日 | 幸福                                      | 東宝映画 フォーライフ （東宝）                           | 監督助手                             |
| 1981年 | 11月7日  | 長江                                      | さだ企画 中国中央電視台 （東宝）                         | 編集助手                             |
| 1983年 | 5月21日  | 細雪                                      | 東宝映画 （東宝）                                        | 監督助手                             |
| 1984年 | 3月17日  | さよならジュピター                        | 東宝映画 イオ （東宝）                                   | 監督助手                             |
| 1984年 | 10月6日  | おはん                                    | 東宝映画 （東宝）                                        | 監督助手                             |
| 1985年 | 7月20日  | ビルマの竪琴                              | フジテレビジョン 博報堂 キネマ東京 （東宝）              | 監督助手                             |
| 1985年 | 10月10日 | 潮騒                                      | ホリ企画制作 （東宝）                                    | 監督助手                             |
| 1986年 | 9月20日  | 鹿鳴館                                    | MARUGEN-FILM （東宝）                                    | 監督助手                             |
| 1987年 | 1月17日  | 映画女優                                  | 東宝映画 （東宝）                                        | 監督助手                             |
| 1987年 | 9月26日  | 竹取物語                                  | 東宝映画 フジテレビジョン （東宝）                       | 監督助手                             |
| 1988年 | 5月21日  | つる -鶴-                                 | 東宝映画 （東宝）                                        | 監督助手                             |
| 1989年 | 4月15日  | YAWARA!                                   | 東宝映画 ハミングバード （東宝）                         | 監督助手                             |
| 1989年 | 5月13日  | マイフェニックス                          | 東宝映画 東急エージェンシー （東宝）                     | 監督助手                             |
| 1989年 | 11月3日  | あ・うん                                  | 東宝映画 フィルムフェイス （東宝）                       | 監督助手                             |
| 1991年 | 3月16日  | 天河伝説殺人事件                          | 「天河伝説殺人事件」製作委員会 （東映洋画）              | 監督助手                             |
| 1991年 | 11月16日 | 超少女REIKO                               | 東宝映画 （東宝）                                        | 監督助手                             |
| 1992年 | 12月12日 | ゴジラvsモスラ                            | 東宝映画 （東宝）                                        | 監督助手                             |
| 1993年 | 11月20日 | 帰って来た木枯し紋次郎                    | フジテレビジョン C.A.L （東宝）                          | チーフ助監督                         |
| 1993年 | 12月11日 | ゴジラvsメカゴジラ                        | 東宝映画 （東宝）                                        | 監督助手                             |
| 1994年 | 10月22日 | 四十七人の刺客                            | 東宝映画 （東宝）                                        | チーフ助監督                         |
| 1995年 | 5月22日  | ひめゆりの塔                              | 東宝映画 （東宝）                                        | 監督助手                             |
| 1996年 | 10月26日 | 八つ墓村                                  | 東宝映画 （東宝）                                        | チーフ助監督                         |
| 1997年 | 6月7日   | 誘拐                                      | 東宝映画 （東宝）                                        | チーフ助監督                         |
| 1997年 | 12月13日 | モスラ2 海底の大決戦                      | 東宝映画 （東宝）                                        | チーフ助監督                         |
| 1998年 | 12月12日 | モスラ3 キングギドラ来襲                  | 東宝映画 （東宝）                                        | チーフ助監督                         |
| 1999年 | 6月5日   | 催眠                                      | 東宝映画 （東宝）                                        | チーフ助監督                         |
| 2000年 | 1月15日  | 新選組                                    | ガフ （メディアボックス）                                | チーフ助監督                         |
| 2000年 | 12月16日 | ゴジラ×メガギラス G消滅作戦               | 東宝映画 （東宝）                                        | 監督・出演                           |
| 2001年 | 12月15日 | ゴジラ・モスラ・キングギドラ 大怪獣総攻撃 | 東宝映画 （東宝）                                        | 特撮B班演出・出演 （ノンクレジット） |
| 2002年 | 12月14日 | ゴジラ×メカゴジラ                         | 東宝映画 （東宝）                                        | 監督・出演                           |
| 2003年 | 12月13日 | ゴジラ×モスラ×メカゴジラ 東京SOS          | 東宝映画 （東宝）                                        | 脚本・監督                           |
| 2005年 | 6月11日  | 戦国自衛隊1549                            | 「戦国自衛隊1549」製作委員会 （東宝）                    | 監督                                 |
| 2006年 | 12月16日 | 犬神家の一族                              | 「犬神家の一族」製作委員会 （東宝）                      | 監督補佐                             |
| 2008年 | 12月13日 | 空へ-救いの翼 RESCUE WINGS-               | 「空へ〜救いの翼 RESCUE WINGS〜」製作委員会 （角川映画） | 脚本・監督                           |
| 2014年 | 3月8日   | 絆 -再びの空へ-Blue Impulse               | Banaple, inc 1991, inc                                   | 監督                                 |

### テレビドラマ
- 土曜ワイド劇場 野菊の墓（1977年、ANB） - 監督助手[4]
- 逃亡 第3話（2002年、NHK） - 演出[23]

### その他
- 行け!ゴッドマン DVD BOX特典ディスク（2008年） - 監督[23]

### 著書
- ゴジラ×市川崑　1977～2006年の現場（2024年、ホビージャパン）